# 張治中
張 治中（ちょう じちゅう）は、中華民国、中華人民共和国の軍人。国民政府（国民革命軍）の将軍である。最終階級は二級上将。旧名は本堯。字は文白。

## 生涯
保定陸軍軍官学校を卒業し、黄埔軍官学校では学生団団長、学生総隊隊長、軍官団団長を務めた。中国国民党の北伐に参加し、武漢軍分校教育長兼学兵団団長を務める。
1932年（民国21年）の第一次上海事変では第5軍軍長を務め、1937年（民国26年）には第9集団軍司令官として第二次上海事変に参加した。同年11月、張治中は湖南省政府主席に就任した。しかし、日本軍の攻撃が近いという間違った判断から、張治中が重要な建物の破壊を命じると手のつけられない火災となり（長沙大火）、この事件の責任は張治中にあるとして、解任された。1940年（民国29年）、国民党軍事委員会政治部部長兼三民主義青年団書記長を務める。
1945年（民国34年）、張治中は国民政府軍事委員会委員長西北行営主任兼新疆省政府主席を務める。中国共産党との重慶での和平交渉では、国民党代表となった。1949年（民国38年）1月、代理総統李宗仁の指示により、国民党側の和平交渉代表団となり、北平で共産党との和平交渉を行ったが、失敗に終わる。そして張治中は、そのまま北平に留まり、共産党政権への参加意思を示した。
中華人民共和国では、西北行政委員会副主席、全国人民代表大会常務委員会副委員長、国防委員会副主席、中国人民政治協商会議全国委員会常務委員、中国国民党革命委員会（民革）中央副主席などを歴任した。
1969年4月6日、北京で死去。享年80（満78歳）。

## ソ連スパイ説

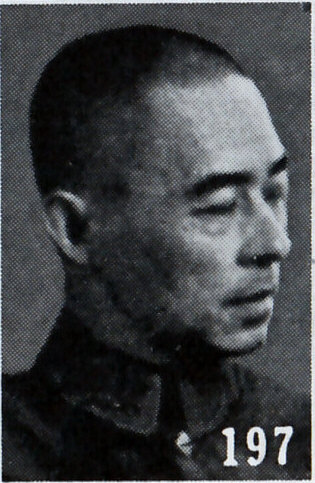
張治中別影
『最新支那要人伝』(1941年)

ユン・チアン著『マオ 誰も知らなかった毛沢東』の中で作家ユン・チアンとイギリス人歴史学者ジョン・ハリデイの夫婦は、張治中がソ連のスパイであり、上海の日本軍に対して正当な理由のない攻撃を行うことで日中戦争の開始を企てたと糾弾し、以下の内容を記述している。このスパイ説には批判の声がある。

### 求められた内通者
張治中が教官をしていた黄埔軍官学校はソ連が資金と人材を提供して設立した士官学校であり、最初からソ連には国民党軍の高い地位にスパイを送り込む確たる意図があった。そこには中国共産党員で、後の中華人民共和国首相となる周恩来がいた。張治中は回想録の中で周恩来に中国共産党への入党を申請したが周恩来からは国民党にとどまり「ひそかに」中国共産党と合作することを求められたと書き残している。やがて張治中は国民党の将軍となり、1930年代中期にはソ連大使館と緊密な連絡を取っていた。   

### 上海において日中戦争の拡大を画策
1937年（民国26年）7月7日の盧溝橋事件の際には張治中は南京上海防衛隊司令官の任にあり、事件の起きた華北から1000キロも南に位置する上海を場所と選んでの日本に対する「先制攻撃」を蔣介石に求めた。しかし、蒋介石はこれを拒否し続けた。上海は中国の産業と金融の中心として機能し、しかも政権の首都南京に近いという土地であり、列強の利害が複雑に入り込んだ国際的な大都市でもあった。蒋介石は上海から部隊と大砲を遠ざけて日本側が攻撃する理由をなくしている。1932年（民国21年）の第一次上海事変の後の列強の中国に対する態度は強硬なものであった。そのため、中国側の軍事施設を上海近くに作らせないように非武装地帯が作られたほどである。中国国内では最大の勢力を誇る蒋介石にとってその地位を脅かすのは中国共産党ではなく外国勢力の介入であったため、それを避ける意味でも上海での戦闘は望むものではなかった。   

#### 大山中尉殺害事件
1937年（民国26年）8月9日、蔣介石の承認を得ないまま張治中は上海の飛行場の外で事件を起した。彼の指示で中国軍部隊が動き、日本軍海軍陸戦隊の中尉と一等兵を射殺している。この際には中国軍の軍服を着せられた一人の中国人死刑囚も飛行場の門外で射殺されている。これは日本側が先に発砲したように見せるための工作であった。この事件は大山事件として知られている。なお、8月14日には日本側の方針を変えた巡洋艦出雲への空爆も行われた。

#### 戦火を開いた偽情報と命令無視
8月15日、蒋介石の了解もないまま張治中は記者発表により日本の艦船から上海への砲撃が行われ、日本軍による中国人への攻撃が開始されたとする偽情報を出した。これにより反日感情が高まり、8月16日には蒋介石が翌日の総攻撃を命令せざるを得なくなった。   
日本軍との交戦を一日行ってから蒋介石は攻撃中止を命じた。しかし、張治中はこの命令を無視した上、戦闘を拡大した。日本側の相当規模の増援部隊は8月22日に到着し、全面戦争の始まりを回避できない状態になった。結果は、北部戦線には一機も投入しないほど貴重とされていた空軍も中国側が戦闘に投入した40万人の精鋭部隊、軍艦とともにその大部分が失われた。日本側の犠牲も4万ではあったが、中国側のそれははるかに大きいものだった。   

#### スターリンの素早い支援
日中間に全面戦争が始まると、スターリンはすぐに動いた。8月21日には蒋介石の南京政府と中ソ不可侵条約を締結し、蒋介石に対する武器の供給を開始している。ソ連からは武器購入代金として2億5千万米ドルが渡され、航空機千機、戦車、大砲が売却され、ソ連空軍の派遣も大規模に行われた。ソ連政府はおよそ300人の軍事顧問団を中国に派遣した。最初の顧問団長は中国語に通じ、後にスターリングラード戦の英雄となったワシーリー・チュイコフ大将である。以後4年間、中国に入る重火器、大砲、航空機の供給はソ連からのみとなったほど、ソ連はライフルの生産しか行われていない中国にとっての最大の武器供給国であり続けた。軍事行動における支援においても例えば1937年（民国26年）2月から1939年（民国28年）末にかけて日本軍と交戦するために2千人以上のソ連軍パイロットが中国で戦い、およそ1000機の日本機を撃墜し、日本が支配した台湾にも爆撃を敢行している。

#### ソ連の歓喜と蔣介石の落胆
日中戦争が勃発したことはソ連政府にとって、うれしくて我慢できないほどだったことはソ連外相のマクシム・リトヴィノフがフランスのレオン・ブルム副首相に伝えている。 ブルムによると、リトヴィノフは「自分自身もソ連も日本が中国を攻撃したことをこの上なく喜ばしく思っている」、さらに「ソ連は中国と日本の戦争ができるだけ長く続くことを望んでいる」と語った。   
一方、上海事変の勃発は蔣介石を落胆させ、張治中には疑いの目を向け翌9月には司令官から罷免させたが公式にはその正体に言及することはなかった。1949年国民党政府は台湾に追われ、その際張治中と邵力子という蔣介石政権の中枢部に食い込んだふたりのスパイは大陸に残り中国共産党に合流した。

### ソ連スパイ説に対する慎重な意見
チアンとハリデイの本についての賛否がある中で張治中がソ連のスパイであるとする主張につき矢吹晋は、ジョナサン・スペンスなどの論証により「成り立たない」と批判している。張治中がソ連大使館と密接な連絡を取ったとする部分や大山中尉殺害事件において独断で事件を仕組んだとする部分には直接的な根拠がなく推論であり、ソ連軍パイロットが日本の航空機を1000機撃墜したとのことも元とした資料を批判することなく使用したため他から報告している内容とかみ合わないものであり、さらに『マオ』自体の筋立てが粛清と恐怖、陰謀と「スパイ」だけで説明しているとの言及もなされている。また、現在の中国・台湾では彼らの書籍は発行されておらず、その学界においても、チアンらの説を採用する例は、ほとんど見当たらない。『張治中回憶録』には『マオ』が主張するような、実は自分は共産党のスパイであり、スターリンの指示に基づいて「第二次上海事変」を引き起こした、などという記述は、どこにも見当らない。

## 軍歴
- 1929 - 1937 中央陸軍軍官学校教育長
- 1932 第5軍軍長兼第87師師長
- 1933 第4路軍総指揮
- 1937 京滬警備総司令
- 1937 第3戦区第9集団軍総司令
- 1937 - 1938 湖南省政府主席兼全省保安司令
- 1940 - 1945 軍事委員会政治部部長
- 1940 - 1945 三民主義青年団中央幹事会書記長
- 1946 - 1948 軍事委員会委員長西北行営主任
- 1946 - 1947 新疆省政府主席
- 1948 - 1949 西北軍政長官公署長官
- 1954 中華人民共和国国防委員会副主席
- 1965 全国人民代表大会常務委員会副委員長

出典:
- Generals of World War II
- 徐友春主編『民国人物大辞典 増訂版』河北人民出版社、2007年